# ジョン・コッククロフト
サー・ジョン・コッククロフト（Sir John Douglas Cockcroft、1897年5月27日 - 1967年9月18日）は、イギリスの物理学者である。原子核に陽子を衝突させることにより、核変換を初めて実現した。1951年アーネスト・ウォルトンとノーベル物理学賞を受賞した。

## 生涯
トッドモーデンに生まれた。マンチェスター大学で数学を学び、ケンブリッジ大学のセントジョンズ・カレッジで数学の学位をとったあと、アーネスト・ラザフォードのもとで研究を始めた。
1928年からアーネスト・ウォルトンと陽子の加速実験を始めた。1932年リチウムに加速した陽子を衝突させて、原子核の変換に成功した。元素を人工的に別の元素に変換させた最初の実験である。彼らの加速器に用いられていたコッククロフト・ウォルトン回路は、高電圧の直流を発生させる手段として、物理実験以外にも多くの応用を生んだ。1936年王立協会フェロー選出。
第二次大戦中はレーダーの分野で働いた後、1944年にカナダの原子力プロジェクトに加わり、モントリオール研究所、チョーク・リバー研究所の所長となった。1946年にイギリスに戻り ハーウェル研究所を設立し、イギリスの原子力利用を推進した。AERE（ Atomic Energy Research Establishment）の初代の所長となった。1959年からチャーチル・カレッジ（ケンブリッジ大学）学長、1961年からオーストラリア国立大学総長（併任）を歴任した。1960年から2年間、英国物理学会の会長を務めた。

## 主な受賞歴
- 1938年 ヒューズ・メダル
- 1944年 ラザフォードメダル賞
- 1946年 アメリカ自由勲章（Medals of Freedom 1945年）（英語版）
- 1951年 ノーベル物理学賞
- 1954年 ロイヤル・メダル
- 1955年 ファラデー・メダル
- 1961年 ヴィルヘルム・エクスナー・メダル

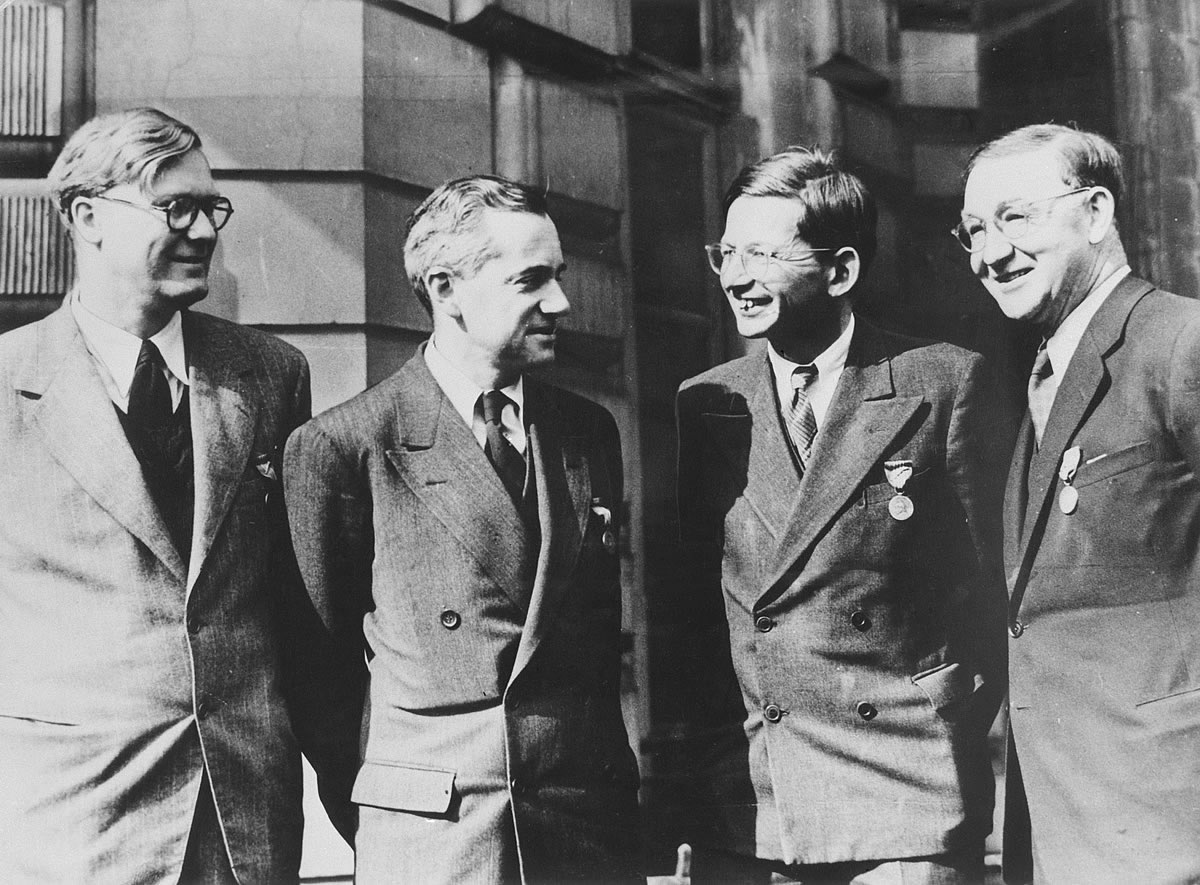
1946年にアメリカ自由勲章（Medals of Freedom 1945年）を授与された。左からウィリアム・ペニー、オットー・ロベルト・フリッシュ、ルドルフ・パイエルス、ジョン・コッククロフト。